# Tasmanopilio megalops
Tasmanopilio megalops is een hooiwagen uit de familie Caddidae.